# Cofradía La Borriquita (Puerto Real)
Cofradía Lasaliana de la Entrada Triunfal de Jesucristo en Jerusalén, Santísimo Cristo del Perdón y Misericordia y Nuestra Señora de la Estrella conocida popularmente como Cofradía de la Borriquita es una hermandad de culto católico con sede en el municipio de Puerto Real (Cádiz) en Andalucía, España.
Su sede canónica se encuentra en la capilla del colegio La Salle Buen Consejo de la localidad y procesiona el Domingo de Ramos y Martes Santo.

## Historia
Por los documentos y escritos existentes, la primera salida procesional tuvo lugar el Domingo de Ramos del año 1943, en unas pequeñas andas, desde la casapuerta del antiguo colegio de la Salle Buen Consejo, situado en el inmueble existente en el número 66 de la actual calle Teresa de Calcuta, esquina con calle Soledad, convertido en la actualidad el centro de día para personas mayores.
Se recibe el decreto de erección canónica con fecha 6 de julio de 1944, estableciendo su sede en la capilla del colegio Nuestra Señora del Buen Consejo de los Hermanos de las Escuelas Cristianas y el día 13 del mismo mes, tiene lugar la reunión constituyente de la Hermandad, presidida por el cura párroco de la prioral, el reverendo padre Manuel Barberá Saborido y por el director del colegio, el reverendo hermano Jerónimo Juan, gran artífice e impulsor de la idea de constituir una cofradía en el colegio. Asistieron un total de 46 simpatizantes y devotos que figuran como hermanos fundadores en el libro de actas, quedando elegida la primera junta de gobierno que presidió don Ramón Caramé Romero.
La imagen titular de la Cofradía, Jesús a lomos de un pollino, fue donada por el teniente de navío don Antonio Blanco Paz, por aquel entonces, alcalde de Puerto Real. Las figuras complementarias del misterio, un apóstol y un hebreo, fueron adquiridas por la hermandad con posterioridad. 
En 1963 se le encarga al imaginero gaditano, Miguel Laínez Capote, la talla de la Virgen bajo la advocación de Ntra. Sra. de la Estrella. 
Por último en el año 1982 se incorpora a la cofradía la imagen del Stmo. Cristo del Perdón y Misericordia, crucificado que preside la capilla del colegio.
Los primeros cultos se celebran en la iglesia de San José, trasladándose a la prioral de San Sebastián, una vez que el templo queda abierto nuevamente al culto tras su restauración, lugar desde donde también se realizan las primeras salidas procesionales que no se efectúan desde el colegio hasta el año 1949. La capilla del colegio no se utiliza por la cofradía hasta los cultos cuaresmales del año 1962.
En la salida procesional del año 1953, se utiliza por primera vez, túnicas para los penitentes que son de raso blanco con antifaz y cíngulo rojo. Como dato anecdótico reseñar las salidas procesionales de los años 1975 a 1.978 que se efectuaron por la mañana. Destacar igualmente que desde el año 1977, el acompañamiento musical viene realizándose por la propia banda de la Cofradía, creada como banda de cornetas y tambores y convertida en la actualidad en banda de música. Desde el año 1984, la Hermandad cuenta con su propia cuadrilla de hermanos costaleros.
La Cofradía ha estado siempre vinculada al colegio La Salle, ostentando el título de Cofradía Lasaliana desde el año 2003. La Comunidad de Hermanos de La Salle fue distinguida con el nombramiento de Hermano Mayor Honorario de la Cofradía en el año 1979 coincidiendo con la celebración de los septuagésimo quinto aniversario de la llegada de los Hermanos a Puerto Real.
En el año 2019 recibe por parte del Ayuntamiento de Puerto Real la Medalla de Oro de la ciudad por su carácter Devocional, Caritativo y Cultural de la Hermandad.

## Domingo de Ramos

### Paso de Misterio
Todas las imágenes del paso de Misterio de la Borriquita (Cristo, San Pedro y un hebreo) están realizadas en pasta de madera en los talleres El Arte Cristiano de Olot (Gerona). 
El Cristo y resto del Misterio fueron modelados alrededor de 1915 por don Jaime Martrus y Riera (Manresa, 1883 - Barcelona 1966), prolífico artista que figuró como director técnico del los talleres olotenses y fue un destacado dibujante, escultor, medallista y caricaturista.
Desde el año 2022 procesionan en el misterio el Apóstol Santiago (Miguel Ángel Segura) y una hebrea con un niño en brazos (Tomás Chaveli), ambas imágenes son cedidas por la Hermandad de la Borriquita de Jerez de la Frontera.
El paso de misterio, realizado en caobilla de Brasil fue terminado en 1990 por el artista local Diego Salvador Flores.
Acompañamiento musical: Agrupación Musical "Santa Águeda", Villalba del Alcor (Huelva).

### Paso de la Virgen
Nuestra Sra. de la Estrella la realizó don Miguel Láinez Capote en 1963 siendo ese mismo año solicitada su bendición por el párroco de San Benito, abad rvdo. p. Juan de Isabel del Pozo. Fue retallada y repolicromada por don Francisco Berlanga a fines de la década de los 80 en el siglo XX.
El paso de la Virgen estrenó en el 2000 el techo de palio y las bambalinas, realizadas por el taller de bordado de la Hermandad en tisú azul marino, aunque no se pudo estrenar hasta el 2001 por la lluvia. En el 2002 se estrenó el nuevo manto, en 2008 se han estrenado las caídas bordadas del palio, realizadas también en el taller de bordado de la Hermandad.
La nueva candelería, culminada también en 2008, es obra de los talleres sevillanos de Manuel de los Ríos. 
Acompañamiento musical: banda municipal de música Ntra Sra del Rosario, El Cuervo (Sevilla).  

## Martes Santo
El Cristo del Perdón y Misericordia es también una imagen de pasta de madera que fue realizada en los talleres El Arte Español según un molde de Toribi Sala i Vidal (Blanes, 1877 – Olot, 1954) realizado en 1940, pasando luego los moldes a El Arte Cristiano. Toribi Sala fue uno de los más aventajados escultores salidos de la Escuela de Artes de Olot, trabajó hasta 1939 en El Arte Cristiano siendo su modelo más conocido el del San Sebastián que el mismo Josep Llimona llegó a calificar de excelente.
El paso del Cristo de la Misericordia está realizado en ukola y es el antiguo del Cristo de la Borriquita.
Acompañamiento musical: capilla musical Sanctus Christus.